# ルドビク・アウグスティンソン
ハンス・カール・ルドビク・アウグスティンソン（スウェーデン語:  Hans Carl Ludwig Augustinsson、1994年4月21日 - ）は、スウェーデン・ストックホルム出身のサッカー選手。RSCアンデルレヒト所属。スウェーデン代表。ポジションはDF。

## 来歴

### クラブ
2013年1月、ブロマポイカルナからヨーテボリに移籍した。オランダのトゥウェンテやフェイエノールト、デンマークのコペンハーゲンやノアシェランなどからも興味を持たれていた。
2014年6月、2014年シーズン終了後にコペンハーゲンに移籍することが発表された。ヨーテボリではファーストチームで29試合に出場した。
2017年1月30日、2016-17シーズン終了後にヴェルダー・ブレーメンに移籍することが発表された。以降チームの主力選手として活躍。しかし、2020-21シーズンに17位に終わり、2部降格となり、2021年8月にはセビージャFCへの移籍が迫っていると報じられた。
2021年8月14日、セビージャFCに移籍し、4年契約を交わした。
2022年7月11日、アストン・ヴィラFCにシーズン終了まで、ローン移籍する事が発表された。2023年1月30日、早期でのレンタル終了が発表され、セビージャFCに復帰。復帰後すぐにRCDマジョルカへシーズン終了までのローン移籍が決定した。
2023年8月16日、2023-24シーズンはRSCアンデルレヒトへレンタル移籍することが発表された。
2024年8月6日、アンデルレヒトはセビージャからアウグスティンソンを完全移籍で獲得し、3年契約を結んだことを発表した。  2024年8月17日、彼はアンデルレヒトでの初ゴールを決め、KVメヘレンとのアウェー戦で3-1の勝利に貢献した。

### 代表
2015年1月15日、コートジボワール戦でスウェーデン代表デビューを飾った。同年6月に開催されたUEFA U-21欧州選手権2015に出場し、初優勝を飾った。
2016年、UEFA EURO 2016のメンバーに選出された。同年、リオデジャネイロオリンピックの代表候補メンバーに選出された。

## 代表歴

### 出場大会
- スウェーデン代表
  - 2018 FIFAワールドカップ

### 試合数
- 国際Aマッチ 53試合 2得点（2015年-）[15]

| スウェーデン代表 | 国際Aマッチ | 国際Aマッチ |
| 年               | 出場        | 得点        |
| ---------------- | ----------- | ----------- |
| 2015             | 2           | 0           |
| 2016             | 4           | 0           |
| 2017             | 8           | 0           |
| 2018             | 10          | 1           |
| 2019             | 4           | 0           |
| 2020             | 2           | 0           |
| 2021             | 12          | 1           |
| 2022             | 8           | 0           |
| 2023             | 3           | 0           |
| 2024             |             |             |
| 通算             | 53          | 2           |

## タイトル

### クラブ
ヨーテボリ
- スヴェンスカ・クッペン : 1回 (2012-13)

コペンハーゲン
- スーペルリーガ : 2回 (2015-16, 2016-17)
- デンマーク・カップ : 3回 (2014-15, 2015-16, 2016-17)

### 代表
U-21スウェーデン代表
- UEFA U-21欧州選手権 : 1回 (2015)